# Bernard Barrera
Pour les articles homonymes, voir Barrera.
Bernard Barrera (Marseille, 4 février 1962) est un officier et ancien militaire français. Général d'armée, il est inspecteur général des armées du 1er mars 2020 au 30 octobre 2020, après avoir été major général de l'Armée de terre du 31 décembre 2017 au 29 février 2020 et commandant des forces terrestres de l'opération Serval (janvier à mai 2013).

## Biographie

### Famille et formation
Bernard Jean Marie Barrera est né à Marseille, le 4 février 1962, du mariage d'Alain Barrera, officier, et de Raymonde Jobit.
Bernard Barrera effectue ses années de classe préparatoire (« corniche ») au lycée militaire d'Aix-en-Provence, puis intègre l'École spéciale militaire de Saint-Cyr en 1982 (promotion « Général de Monsabert »).
Marié le 2 décembre 2000 avec Johanne Boixeda, il est père de quatre enfants.
Bernard Barrera a un lien de parenté avec le vice-amiral Édouard Barrera :
- François Barrera (1801-1874) épouse Jacquette dite Barelice Loubeyre.
  - Adolphe Barrera (1830-1921) épouse Marie Rouffia.
    - François Adolphe Barrera (1863- ) épouse Dorothée Reboul.
      - René Adolphe Barrera (1903-1991) épouse Elisabeth de Laget.
        - Alain Barrera épouse Raymonde Jobit.
          - Bernard Barrera épouse B

  - Édouard Barrera (1836-1907).

### Carrière militaire
En 1986, Bernard Barrera est chef de section puis commandant de compagnie antichar au 2e bataillon de chasseurs à pied puis au 92e régiment d'infanterie comme commandant d'unité où il est projeté avec son unité dans la poche de Bihac Bosnie en 1993. Sa compagnie est citée à l'ordre de la brigade. Comme chef Opérations du Régiment d'Auvergne, il sert au Kosovo, secteur de Mitrovica en 1999-2000.[réf. nécessaire]
Il est ensuite nommé au Bureau Conception des Systèmes de Forces (BCSF) de l'état-major de l'Armée de terre en 2000 - 2004, où il conçoit et initie le programme BOA (Bulle opérationnelle aéroterrestre) devenu ultérieurement Scorpion. En 2004, il est nommé chef de corps du 16e bataillon de chasseurs à pied à Saarburg.(Allemagne). Durant ce commandement, il prend part aux opérations Épervier et Dorca au Tchad déployé à Abeché en protection des réfugiés soudanais à l'Est, et Licorne en Côte d'Ivoire, en interposition dans la zone de confiance au nord dans le secteur de Man. De 2008 à 2009, il est auditeur de la 58e session du CHEM, 61e session nationale de l'Institut des hautes études de défense nationale.
Promu général de brigade le 1er août 2011, il est nommé commandant de la 3e brigade mécanisée.
De janvier à mai 2013, Bernard Barrera assure le commandement de la force terrestre de l'opération Serval (COMBRIG Serval), menée au Mali pour la libération et la restauration de l'intégrité des territoires nord-maliens tombés sous le contrôle des groupes islamiques Ansar Dine et Mouvement pour l'unicité et le jihad en Afrique de l'Ouest (MUJAO). Il commande la Brigade Serval formée à partir de la 3e BM (Brigade Monsabert) de Clermont Ferrand renforcée d'unités des autres brigades de l'armée de terre (4.000 hommes).[réf. nécessaire]
.

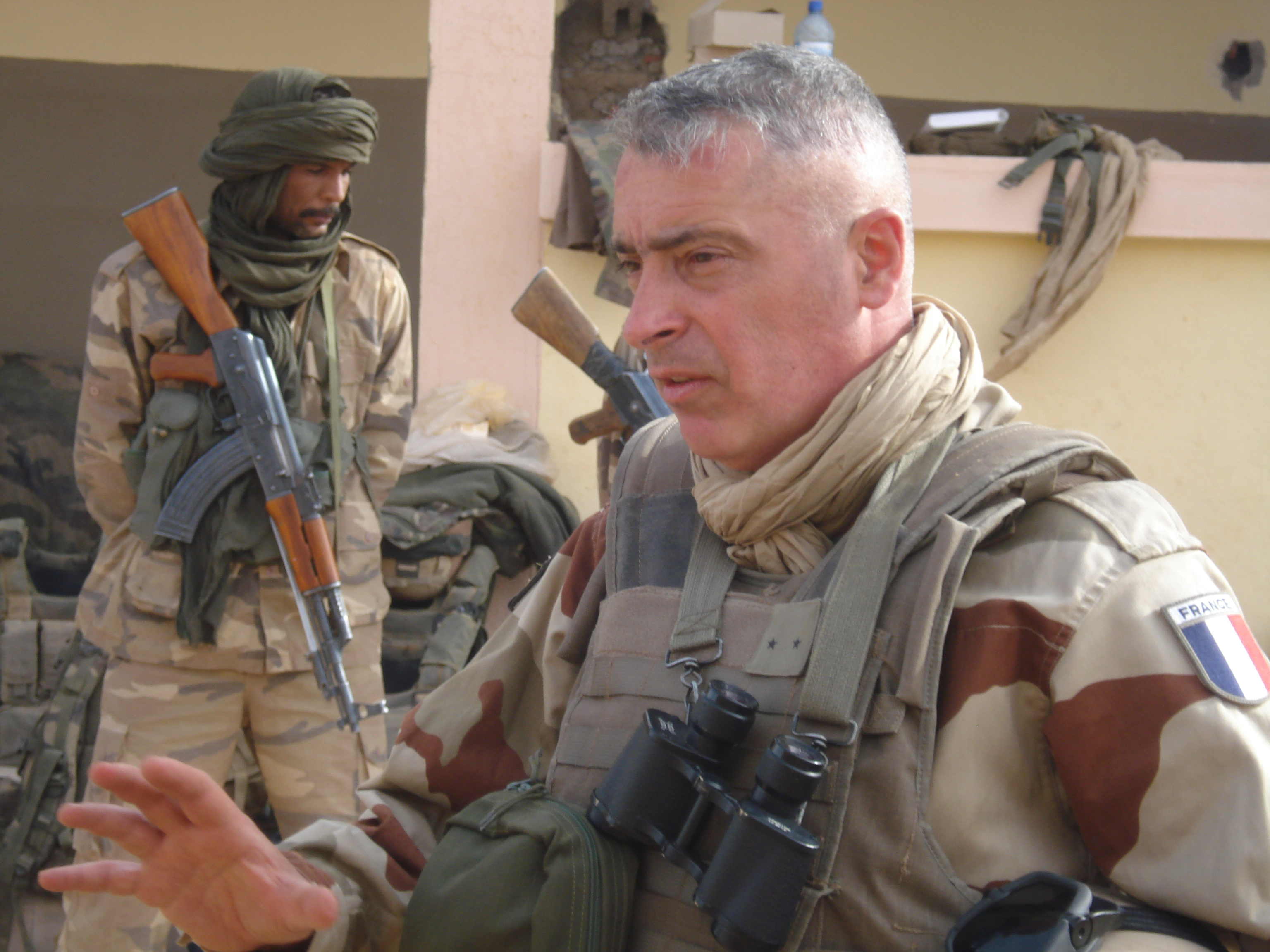
Le général Barrera au Mali

Pendant 4 mois, Bernard Barrera dirige les troupes françaises lors des opérations de libération à Tombouctou, autour de Gao et pendant la bataille de l'Adrar des Ifoghas, en liaison étroite avec les contingents tchadien (général M Deby) et malien. Pour résoudre un problème de mauvaise qualité des chaussures des soldats, qui se déforment sous l'effet de la chaleur, il ordonne aux personnels qui ne sont pas en première ligne de donner leurs propres chaussures à ces soldats. Au retour du Mali, sa brigade est citée à l'ordre de l'armée.[réf. nécessaire]
Lors du défilé du 14 juillet 2013, il défile au côté du général (Air) Jean-Jacques Borel, à la tête des hommes qu'il avait menés au combat quelques mois plus tôt,.
Il est ensuite nommé directeur adjoint de la Délégation à l'information et à la communication de la Défense le 13 septembre 2013.
Il est promu général de division le 1er août 2014 et est nommé sous-chef d’état-major « plans et programmes » de l'État-major de l'armée de terre. Pendant 6 ans, il conduit la modernisation de l'armée de terre (Scorpion) de 2014 à 2017, comme sous-chef (2014 - -2017) puis à la tête de l'état-major de l'armée de terre comme MGAT (2017 - 2020) où il lance le projet capacitaire Titan, extension du programme Scorpion.[réf. nécessaire]
Le 27 novembre 2017, il est nommé major général de l'Armée de terre et élevé aux rang et appellation de général de corps d'armée à compter du 31 décembre 2017,. Le 6 janvier 2020, Bernard Barrera est nommé en conseil des ministres inspecteur général des armées et élevé aux rang et appellation de général d'armée à compter du 1er mars 2020,.
Il fait ses adieux aux armes dans la cour d'honneur des Invalides à Paris le 20 octobre 2020.[réf. nécessaire]

### Carrière dans le milieu civil
Par un communiqué de presse en date du 7 juillet 2020, le groupe Thales annonce le recrutement de Bernard Barrera en tant que conseiller défense à compter du 1er novembre suivant.

## Grades militaires
| Tableau de promotion               | Tableau de promotion | Tableau de promotion |
| Grade                              | Date                 | Réfs                 |
| ---------------------------------- | -------------------- | -------------------- |
| commandant de l'infanterie         | 1er décembre 1994    | [ 18 ]               |
| lieutenant-colonel de l'infanterie | 1er décembre 1998    | [ 19 ]               |
| colonel de l'infanterie            | 1er juin 2004        | [ 20 ]               |
| général de brigade                 | 1er août 2011        | [ 6 ]                |
| général de division                | 1er août 2014        | [ 12 ]               |
| général de corps d'armée           | 31 décembre 2017     | [ 21 ]               |
| général d'armée                    | 1er mars 2020        | [ 16 ]               |

## Distinctions

### Décorations françaises

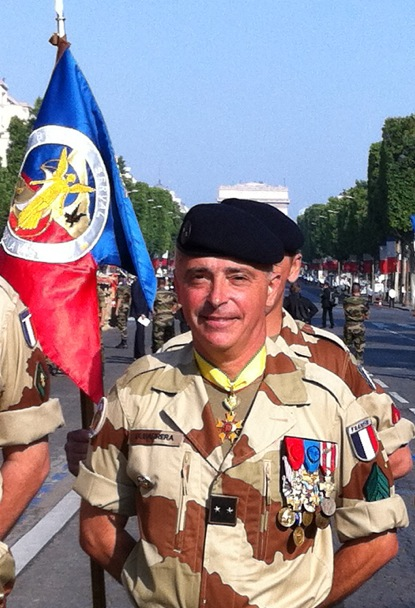
Le général Barrera avec ses décorations, dont la cravate de commandeur de l'ordre national du Mali, lors du défilé du 14 juillet 2013

Bernard Barrera est nommé au grade de chevalier dans l'ordre national de la Légion d'honneur le 3 juillet 2003 au titre de « lieutenant-colonel, infanterie ; 21 ans de services. Cité ». Il est fait chevalier de l'ordre le 20 septembre 2003 puis promu au grade d'officier dans l'ordre le 6 juillet 2012 au titre de « général de brigade. Cité ». Il est fait officier de l'ordre le 14 juillet 2012 puis promu au grade de commandeur dans l'ordre le 28 avril 2014 au même titre.
Il est nommé au grade de chevalier dans l'ordre national du Mérite le 2 novembre 1999 au titre de « lieutenant-colonel, infanterie ; 17 ans de services ». Il est fait chevalier de l'ordre le 11 novembre 1999 puis promu au grade d'officier dans l'ordre le 30 janvier 2008 au titre de « colonel, infanterie ». Il est fait officier de l'ordre le 7 mars 2008 puis directement élevé à la dignité de grand officier dans l'ordre (donc sans passer par le grade de commandeur) le 30 octobre 2018 au titre de « général de corps d'armée ».
- Croix de la Valeur militaire (4 citations).
- Croix du combattant.
- Médaille d'Outre-Mer, avec trois agrafes.
- Médaille de la Défense nationale, échelon argent, avec trois agrafes.
- Médaille de reconnaissance de la Nation, avec une agrafe.
- Médaille commémorative française, avec une agrafe.

Il est nommé caporal d'honneur de la Légion étrangère au titre du 2e régiment de parachutistes par le commandant de la Légion étrangère le 13 juillet 2013.

### Décorations étrangères
- Médaille des Nations unies pour l'opération UNCRO (Croatie).
- Médaille de service au Kosovo, avec agrafe « Kosovo » (OTAN).
- Commandeur de l'ordre national du Mali (2013, décoré par le président par intérim Dioncounda Traoré[28]).

### Prix
- Prix « Capitaine Thomas Gauvin » pour Opération Serval. Notes de guerre, Mali 2013 (2016)[29].

## Publications
- Historique du 2e groupe de chasseurs - Bataillon de Palikao - 1840-1992, éditions PIR FFA, 1992, 270 p.
- Opération Serval : Notes de guerre, Mali 2013, Paris, Édition du Seuil, 2015 (1re éd. 2015), 433 p. (ISBN 978-2-02-124129-7 et 2-02-124129-7).